# Eurytides callias
Eurytides callias is een vlinder uit de familie van de pages (Papilionidae). De wetenschappelijke naam van de soort is voor het eerst geldig gepubliceerd in 1906 door Karl Jordan & Lionel Walter Rothschild.